# Danderyds sjukhus (metropolitana di Stoccolma)
Danderyds sjukhus è una stazione della metropolitana di Stoccolma.
La denominazione della fermata prende origine dall'omonimo centro ospedaliero presso cui è direttamente collegata. Danderyds sjukhus è ubicata sul territorio comunale di Danderyd, a nord della capitale svedese. Sul tracciato della linea rossa T14 della rete metroviaria locale è invece posizionata tra le fermate Bergshamra e Mörby centrum.
L'apertura ufficiale della stazione della metropolitana avvenne in data 29 gennaio 1978, così come le altre stazioni comprese nel tratto da Universitetet a Mörby centrum.
Oltre al collegamento diretto con la struttura sanitaria posto sul lato nord, è presente anche un altro accesso sul lato sud: entrambi dispongono di una biglietteria distinta. La piattaforma è sotterranea, collocata ad una profondità di 7 metri sotto il livello del suolo. La costruzione della stazione fu affidata all'architetto Lars Göran Thambert, mentre alcune decorazioni artistiche furono curate da tre artisti: Hertha Hillfon nel 1978, Pierre Olofsson nel 1980 e nel 1992, e Klara Källström nel 2008.
L'utilizzo medio quotidiano durante un normale giorno feriale è pari a 13.500 persone circa.
Nei pressi dell'ingresso sul lato sud è inoltre presente un terminal di autobus con servizio diretto verso l'area di Roslagen.

## Tempi di percorrenza
| Linea | Capolinea     | Tempo  | Stazione                                                  | Tempo                              |
| T14   | Fruängen      | 32 min | Östermalmstorg T-Centralen Gamla stan Slussen Liljeholmen | 12 min 14 min 16 min 17 min 24 min |
| T14   | Mörby centrum | 1 min  | Östermalmstorg T-Centralen Gamla stan Slussen Liljeholmen | 12 min 14 min 16 min 17 min 24 min |